# 퍼블릭뉴스
《퍼블릭뉴스》는 대한민국 (주)퍼블릭뉴스에서 발행하는 종합신문이다.2004년 4월 6일 창간했으며, 2007년 5월 22일 주간신문 등록(서울 다.07720)했다. 2021년 문화관광부 뉴스통신사 승인을 받았다. 뉴스통신사, 주간신문, 인터넷신문을 운영하고 있다. 지면 신문과 온라인 뉴스 서비스를 동시에 제공하고 있다.정치,경제,사회,문화 등 종합 뉴스 보도 및 논평 등을 제공한다. 특히 공무원, 지방자치단체, 공공기관, 공기업 관련 뉴스를 집중 보도한다. 서울 본사, 경기지사, 대구/경북 광역지사, 충청 광역지사, 호남광역지사, 제주지사를 운영 중이며, 전국적으로 약 50 여명의 기자가 활동중이다.